# Grand cartilage alaire
Le grand cartilage alaire (ou cartilage de l'aile du nez) est un des cartilages du nez qui participe à la formation de la partie antérieure de la cavité nasale. Il est pair.

## Description

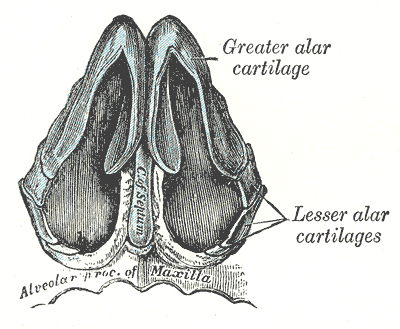
Coupe horizontale du nez au niveau du grand cartilage alaire.

Le grand cartilage alaire est une mince lamelle de cartilage hyalin. Il a une forme de U ouvert vers l'arrière formant une aile médiane et une aile latérale..
Il est situé immédiatement au-dessous du cartilage latéral du nez.
L'aile médiale est reliée de manière lâche à la partie correspondante du cartilage opposé. Les deux ailes médiales et leurs téguments complète le septum nasal en formant la partie mobile du septum nasal (ou sous-cloison nasale).
L'aile latérale est incurvée, ovale et aplatie. Elle correspond à l'aile du nez. En arrière, il est relié au processus frontal du maxillaire par une membrane fibreuse qui intègre les trois ou quatre petits cartilages alaires. Au dessus, elle est reliée au bord antérieur cartilage septal du nez et en dessous il est complété par un tissu fibreux et adipeux recouvert de peau qui complète la partie inférieure de l'aile du nez.
Les deux ailes se rejoignent en avant pour former la pointe du nez. A ce niveau les deux grands cartilages alaires sont séparés par une encoche.
Le rôle de ces cartilages est de maintenir ouvertes les deux narines.

## Aspect clinique
Une faiblesse des ailes latérales des grands cartilages alaires peut nuire à une ouverture correcte des narines et gêner le flux d'air au niveau des narines. Il existe la technique chirurgicale du cartilage alaire coulissant permettant de restructurer et soutenir la pointe nasale.